# Orchidales
Orchidales is een botanische naam in de rang van orde: de naam is gevormd vanuit de familienaam Orchidaceae.
Het Cronquist-systeem (1981) gebruikte deze naam voor een van de twee ordes in de onderklasse Liliidae. De samenstelling was deze:
- orde Orchidales
  - familie Geosiridaceae
  - familie Burmanniaceae
  - familie Corsiaceae
  - familie Orchidaceae

Deze groep correspondeert niet met een groep in het APG II-systeem (2003).